# Eurytoma pareuphorbiae
Eurytoma pareuphorbiae är en stekelart som beskrevs av Zerova 1994. Eurytoma pareuphorbiae ingår i släktet Eurytoma och familjen kragglanssteklar.
Artens utbredningsområde är:
- Bulgarien.
- Azerbajdzjan.
- Ukraina.

Inga underarter finns listade i Catalogue of Life.